# Eurovision: Europe Shine A Light
Eurovision: Europe Shine A Light eller ESC – Europa tænder lys var et direktesendt underholdningsprogram, som blev sendt fra Hilversum i Holland lørdag den 16. maj 2020. Programmet var en erstatning for Eurovision Song Contest 2020, der var blevet aflyst som følge af coronaviruspandemien i 2019-2020. Den europæiske sammenslutning af radio- og tv-stationer (EBU) stod bag udsendelsen, mens det er de hollandske tv-stationer AVROTROS, NOS og NPO, der  producerede programmet.
Specialprogrammet var ikke en konkurrence, men var i stedet en hyldest til de artister, som skulle have deltaget i Eurovision Song Contest 2020. Det blev sendt direkte fra et studie i Hilversum kl. 21:00 (CET) og varede i godt to timer. Værterne var Chantal Janzen, Jan Smit og Edsilia Rombley, der skulle have været værter for det egentlige Eurovision Song Contest 2020. 
I Danmark blev programmet sendt på DR1.

## Baggrund
Det er tredje gang, at EBU afholder et særligt show i ESC-formatet, efter Congratulations (ESC's 50-års-jubilæumsshow) afholdt i Forum i København i oktober 2005, samt Eurovision Song Contest's Greatest Hits (60-års-jubilæumsshowet) sendt fra London i marts 2015.
Showets titel er en reference til den britiske ESC-vinder fra 1997, "Love Shine A Light" med Katrina and the Waves. Bandets forsanger, Katrina Leskanich, var i øvrigt den ene af værterne ved det føromtalte Congratulations-show i København i 2005.

## Format
EBU skrev i deres officielle pressemeddelse pr. 31. marts 2020, at showet vil hylde de sange og solister, der skulle have deltaget ved det aflyste ESC, samt Eurovision Song Contest i almindelighed. På grund af coronapandemien, er det forventet, at de eventuelle medvirkende vil deltage via satellitforbindelse fra de respektive lande. Dog bliver der ikke tale om en egentlig konkurrence med afstemning. Ydermere er det heller ikke fastlagt, om alle de 41 lande, der skulle have deltaget ved ESC 2020, vil medvirke i programmet.